# Sun Yiwen
Sun Yiwen (kinesiska: 孙一文), född den 17 juni 1992 i Yantai i Shandong, är en kinesisk fäktare. 
Vid olympiska sommarspelen 2016 i Rio de Janeiro tog hon en bronsmedalj i den individuella tävlingen i värja och ett silver i lagtävlingen.